# Reconhecimento (militar)

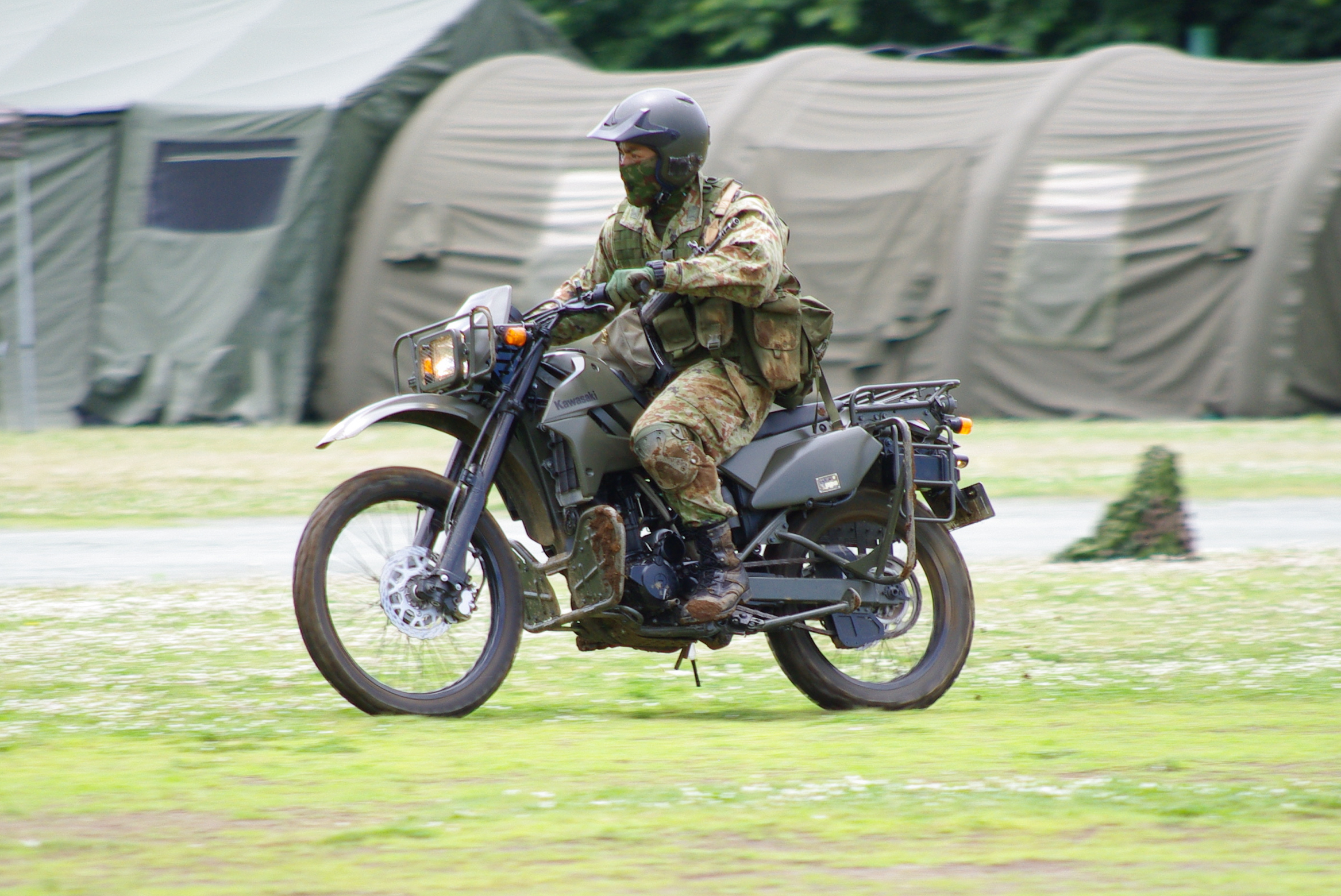
Motocicleta do exército japonês preparada
para missões de reconhecimento.

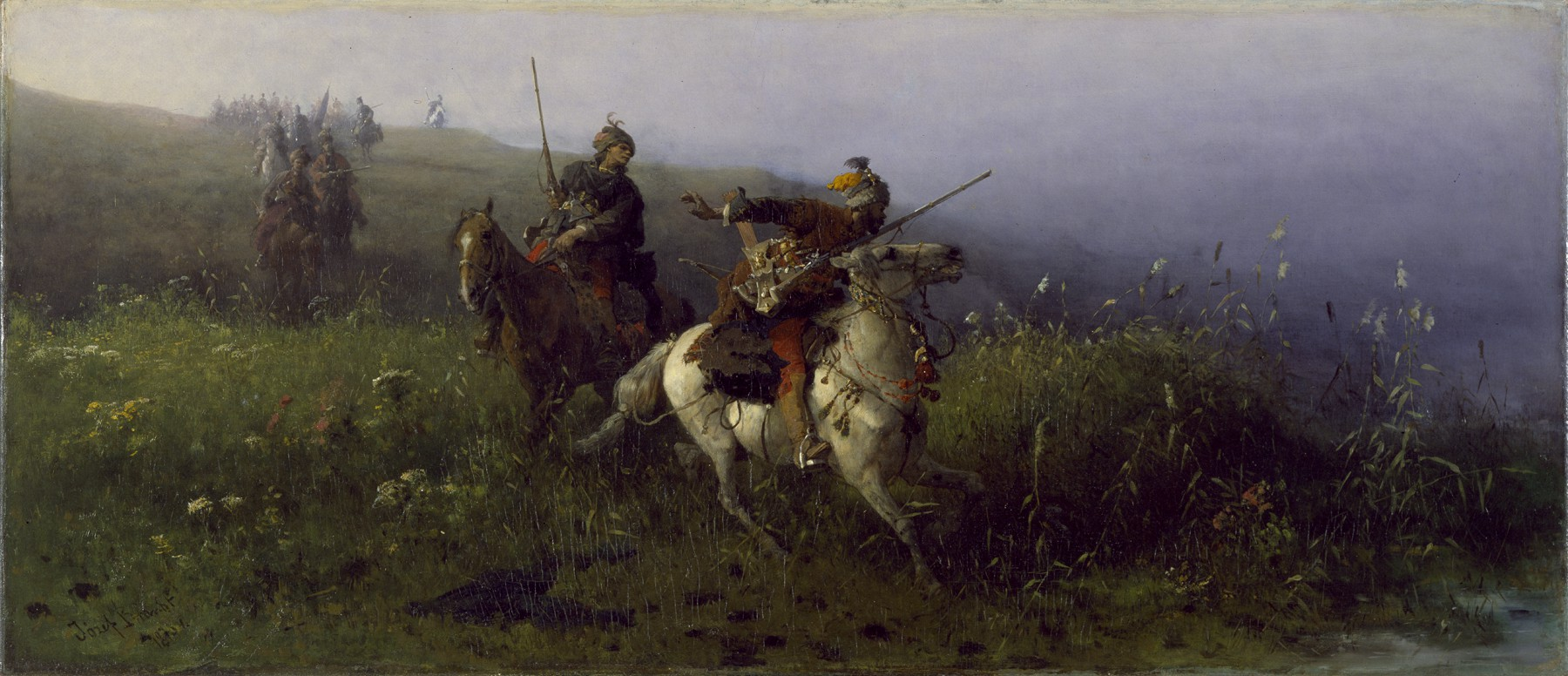
Nos tempos antigos, o reconhecimento em território desconhecido ou inimigo era feito por batedores a cavalo.

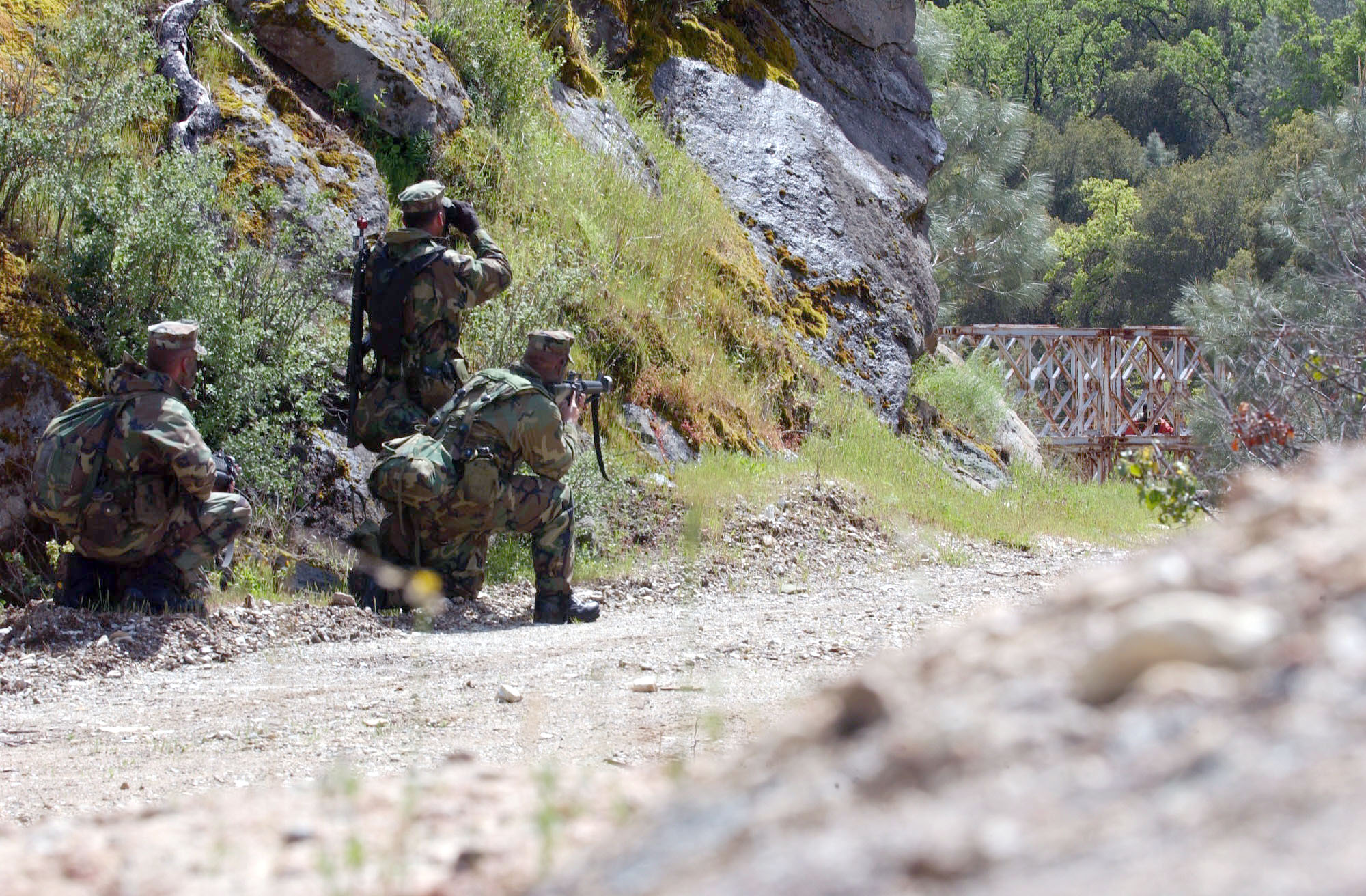
Exercício de treinamento do grupo de reconhecimento dos Seabees (o SERT).

O reconhecimento militar é uma operação de objectivo limitado com a finalidade de pôr à prova o dispositivo, meios, composição e pontos fracos do inimigo e/ou obter outras informações. Embora a sua finalidade primária, como o próprio nome indica, seja o reconhecimento, esse tipo de acção permite descobrir pontos fracos do inimigo cujo conhecimento é importante para o planeamento do ataque.
Esta acção, quando aplicada numa área restrita, é planeada e executada como um ataque de objectivo limitado. Se for necessário esclarecer a situação sobre o inimigo ao longo de toda a frente, empregam-se uma série de ataques destinados a sondar, em força e agressivamente, a situação do inimigo em determinados pontos críticos. Numa situação em que o inimigo apresenta frentes extensas, podem ser executados reconhecimentos em força, escalonados no tempo sobre pontos largamente separados, o que permite obrigar o inimigo a revelar o seu dispositivo e intenções numa vasta área.
A realização dessas acções implica riscos. É necessário agir por forma a obter os resultados desejados, mas também a evitar que a acção resulte num empenhamento superior ao desejado, isto é, um empenhamento geral. Isso não invalida que o comandante que ordena tais acções não deva estar preparado para explorar os sucessos obtidos pela força de reconhecimento, dando continuidade ao ataque por elas iniciado ou mantendo a posse de terreno que tenham conseguido ocupar. O comandante da força que ordena o reconhecimento deve preparar-se também para auxiliar aquela força no caso de esta vir a ficar fortemente empenhada em condições desfavoráveis.
A força destacada para uma operação desse tipo deve ser suficientemente forte para desencadear um ataque que obrigue o inimigo a reagir e, dessa forma, a revelar o seu dispositivo, efectivos, etc. Uma vez cumprida a missão, a força de reconhecimento pode retirar ou manter a posse do terreno conquistado.